# 2009年3月澳门

## 3月27日
- 經濟財政司司長譚伯源表示會在4月底至5月初推出第二次「現金分享計劃」，而現金不會少於5000澳門元。澳門日報
- 澳門經濟去季出現五年來首次收縮達7.6%；全年增長13%；而失業率升至3.6%。華僑報（页面存档备份，存于）華僑報 （页面存档备份，存于）
- 立法會議員高天賜繼05和07年後，三度提出工會法草案。華僑報（页面存档备份，存于）

## 3月24日
- 立法會召開全體大會，引介及一般性討論廉署擴權至私營領域的法案。澳門電台（页面存档备份，存于）

## 3月23日
- 被視為行政長官選舉熱門人選的賀一誠表示不會參選。澳門日報

## 3月20日
- 金光飛航於凌晨在長洲附近撞斷舢舨。澳門日報

## 3月18日
- 2008年12月31日澳門人口估計為549,200人，較第3季末減少8,100人，主要是第4季外地僱員數目顯著回落致。統計暨普查局（页面存档备份，存于）

## 3月17日
- 2009年澳門行政長官選舉：
- 行政長官選委會委員截止報名參選，各界應選名額均為等額參選，經核實資格後即自動當選，無需原定4月26日舉行的投票。澳門電台（页面存档备份，存于）
- 行政長官何厚鏵在兩會精神傳達會上呼籲澳門愛國力量包容社會不同的意見；而中聯辦主任白志健呼籲澳區兩會代表及委員團結，面對澳門回歸以來最嚴峻挑戰，支持特區政府維護澳門大局。新華澳報

## 3月16日
- 當局建議教學機構上課至少200天至七月中，並擬延長學年每周雙休。澳門日報
- 行政長官發布行政命令，將9月20日定為第四屆立法會選舉日，並定出選舉委員會5名成員，由初級法院合議庭主席馮文莊擔任委員會主席。澳門電台（页面存档备份，存于）
- 北區傍晚大停電，筷子基、青洲及黑沙環一帶逾二萬戶受影響，歷時一小時多。澳門日報

## 3月15日
- 香港人被拒入境澳門事件：
  - 30名香港民主派人士成功「試關」，但梁國雄、曾健成、雷玉蓮、李卓人和古思堯被拒入境，其餘人士在到埗後即到澳門政府總部遞信。明報即時新聞[]
  - 澳門特區政府表示當局是根據《澳門內部保安綱要法》拒絕5名港人入境。明報即時新聞[]

## 3月12日
- 香港人被拒入境澳門事件：
  - 參加本澳一個學術會議的香港浸大副教授兼公民黨秘書長陳家洛中午抵達本澳。澳門電台（页面存档备份，存于）

## 3月11日
- 香港人被拒入境澳門事件：
  - 基本法推廣協會副理事長兼秘書長楊允中認為，港大法學院院長陳文敏來澳參加學術活動被拒入境，反映澳門特區個別環節的施政能力、施政理念確有進一步提升的空間，治安警的做法有點“過了點”。不過他認為本澳拒絕部分人士入境事件與基本法23條立法無關。他強調事件只是個別，各界應有清晰認識，香港亦不宜炒作，無限擴大，相信兩地協商不難解決。澳門電台（页面存档备份，存于）
- 衛生局消息，香港衛生署通報，由香港萬輝藥業生產的多款藥品包裝標示的有效期不正確，並申請取消部份產品註冊，共有81種受影響的藥物曾進口本澳。衛生局要求有關藥物出入口商回收相關藥物。澳門電台（页面存档备份，存于）
- 百多名爭取內地超齡子女來澳人士下午到濠江日報在黑沙環區的報館附近示威，抗議報章的報導手法，並焚燒報紙抗議。澳門電台（页面存档备份，存于）
- 北區發生四宗縱火案。警方帶走包括涉嫌指使者的8名涉案少年。他們全部未到16歲刑事歸責年齡，年齡最小的只有12歲。澳門電台（页面存档备份，存于）

## 3月10日
- 行政長官把《澳門輕鐵系統第一期工程項目管理及技術援助顧問服務》合同批予葡萄牙FEP、法國的Egis Rail及Setec its所組成的聯營公司為期46個月。澳門日報
- 拉斯維加斯金沙集團宣佈集團總裁和營運總裁威廉懷德辭職，4月1日起生效。澳門電台（页面存档备份，存于）
- 建設發展辦公室表示，由於氹仔北安客運碼頭海上樁基礎地盤發現35名懷疑非法勞工，已勒令承建商中鐵大橋局停工整頓，在確認施工人員資格身份前，禁止任何人員再進入相關地段作業。澳門電台（页面存档备份，存于）
- 法務局表示，澳門去年共有16宗販賣人口個案，涉及25名受害人、2宗成功起訴並正在候審，其餘正處調查階段。澳門電台（页面存档备份，存于）

## 3月9日
- 香港人被拒入境澳門事件：
- 對於香港民主派立法議員計劃於本月15日組團來澳，保安司司長張國華表示不會評論個別事件，但指出當局會依法根據每宗個案處理。澳門電台（页面存档备份，存于）
- 氹仔花城公園對面一處廢車場清晨約六時發生火警，消防認為起火原因有可疑，已交由司警調查。澳門電台（页面存档备份，存于）
- 政府制訂突發公共事件的預警及警報系統，及時向社會發佈有關嚴重意外、災害或災難信息。澳門電台（页面存档备份，存于）

## 3月8日
- 香港人被拒入境澳門事件：
  - 香港保安局局長李少光回應被香港立法會議員邀請一同在本月15日到澳門交流說有關入境澳門的問題，香港與澳門的行政長官已在處理當中，不宜節外生枝，否則亦無補於事。澳門電台（页面存档备份，存于）
  - 治安警察局代局長李小平出席特警總部開放日時多次迴避記者提出有關香港部份人士被拒絕入境事宜。他也沒有回應有否被拒入境的黑名單。澳門電台（页面存档备份，存于）

## 3月7日
- 衛生局要求回收澳門所有由香港歐化藥業生產的別嘌醇。澳門電台（页面存档备份，存于）

## 3月6日
- 香港人被拒入境澳門事件：
  - 香港傳媒報導，香港泛民主派立法議員計劃於本月15日組團到澳門。召集人何秀蘭表示到澳門是與澳門民間組織交流。澳門電台（页面存档备份，存于）
  - 全國人大常委賀一誠回應有香港立法議員求香港特區政府禁止澳門官員入境，報復澳門拒絕部份港人入境時，希望香港議員作為政界人物，要較為理性，並對自己言論有負責任態度。他又稱，是否來澳是他們的自由，相信港澳兩地特區政府加強溝通，可以解決事件。澳門電台（页面存档备份，存于）
- 澳門行政會完成討論澳門廉政公署職權擴至私營機構。澳門日報

## 3月4日
- 香港人被拒入境澳門事件：
  - 行政長官何厚鏵指執法人員拒絕有關人士入境是有其理據及法律根據，並指事件與23條立法毫毛無關。
  - 澳區政協常委何鴻燊指政府做法非常正確，因為他們都是搞事者。明報即時新聞香港電台
- 地產業界籲政府完善樓宇買賣條例。澳門日報

## 3月3日
- 香港立法會議會馮檢基和民協主席廖成利試圖進入澳門，但被當局拒絕入境。另外香港大學法律學院院長陳文敏在上星期五赴澳出席澳門大學舉辦的研討會時被拒入境。明報即時新聞
- 2009年澳門行政長官選舉：
  - 澳區政協常委何鴻燊表示現任社會文化司司長崔世安是「符合資格」的其中一位人選。澳門日報[]
- 警方在新口岸成功冚非法旅館十多單位 。澳門日報

## 3月1日
- 澳門獲得第二屆中文維基年會主辦權。維基新聞（页面存档备份，存于）
- 賭場僱員今起必須攜帶配識別本地及外地僱員名牌。澳門日報
- 澳珠將會共同填海為港珠澳大橋建人工島。[]